# زرع الطعم الخيفي
زرع الطعم الخيفي (بالإنجليزية: Allotransplant)‏ (خيفي"Allo" من المعنى اليوناني «الآخر») هو زرع الخلايا، الأنسجة، أو أعضاء، إلى مستقبِل من متبرع غير متطابق معه وراثيا من نفس النوع. يُسمى المنقول في عملية الزرع: المزروع، زرع الأعضاء المختلفة وراثيا، أو الطعم المثلي. معظم الأنسجة والأعضاء البشرية المزروعة هي أعضاء مختلفة وراثيًا.
وهو ما يتناقض مع مفهوم الزرع الذاتي (النقل من جزء واحد من الجسم لجزء آخر في نفس الشخص)، الزرع الإسوي (تنتقل الطعوم المزروعة بين شخصين متطابقين وراثيا من نفس النوع) وزرع الأعضاء (من الأنواع الأخرى).
يمكن أن يشار إلى الطعوم المزروعة باسم «مستتبة» إذا كانت خاملة بيولوجيا عند زراعتها، مثل العظام والغضاريف.
يطلق على رد الفعل المناعي ضد المزروع أو الطعم الغريب مسمى «الرفض». يمكن أن يؤدي زرع نخاع العظام الخيفي إلى هجوم جهاز المناعة، ويُسمى مرض «الطعم الخيفي ضد المستقِل».

## الإجراء
يُطلب الإعلان عن الموافقة المسبقة قبل أخذ أنسجة من متبرع، حيا أو ميتا. ثم يتم إجراء الفحص المناسب للكشف عن وجود المرض أو عوامل الخطر للأمراض المعدية مثل فيروس نقص المناعة المكتسبة (HIV) والتهاب الكبد الوبائي بي وسي، ثم يبدأ التنفيذ.
في الولايات المتحدة، يجب أن تؤخذ الأنسجة من المتبرع وتخضع لقانون ممارسات الأنسجة الجيدة الحالي (CGTP). في معظم الحالات يتم إرسالها لبنوك الأنسجة لتجهيزها وتوزيعها. وفقا لتنظيم إدارة الغذاء والدواء والجمعية الأمريكية لبنوك الأنسجة، فإن بنوك الأنسجة المعتمدة تقوم بتوزيع 1.5 مليون طعم خيفي من العظام والأنسجة كل عام.

## الأنسجة والأعضاء القابلة للزرع
يمكن استخدام مجموعة متنوعة من الأعضاء والأنسجة في زرع الطعم الخيفي، بما في ذلك:
- إصلاح الرباط الصليبي الأمامي(ACL)
- إعادة بناء المفصل في الركبة والكاحل
- استبدال الغضروف الهلالي
- إعادة البناء بسبب السرطان أو الصدمة
- تزويد النتوء القمي في عمليات طب الأسنان
- إصلاح الكتف
- الالتحام الشوكي
- عمليات المسالك البولية
- زرع الجلد
- زرع القرنية
- زرع القلب
- صمامات القلب
- زرع الرئة
- زرع الأمعاء (الأمعاء الدقيقة منفصلة، الأمعاء والكبد معا، عدة أعضاء داخلية)
- زرع الكبد
- زرع الكلى
- زرع البنكرياس
- زرع أنسجة خلايا الجزيرة
- زرع نخاع العظم
- طعم خيفي عظمي
- زرع وتر أو رباط

## القوانين والتنظيم
في الولايات المتحدة، تنظم إدارة الغذاء والدواء الاتحادية الحكومية (FDA) التعامل مع الأنسجة البشرية المخصصة للزراعة منذ عام 1993. من أجل ضمان جودة الأنسجة المتبَرع بها والحد من التلوث ومخاطر انتقال الأمراض، صدرت ثلاث لوائح تنظيمية تتناول أنشطة الصناعة التحويلية المرتبطة بالخلايا البشرية، الأنسجة، والمنتجات المعتمدة على الأنسجة والخلايا (HCT / Ps) في مايو 2005:
الأولى ، تطالب الشركات المنتجة والموزعة لمنتجات متعمدة على الأنسجة والخلايا أن تقوم بالتسجيل مع إدارة الأغذية والدواء.
الثانية، وتسمى قانون «أهلية التبرع»، وتضع معايير صارمة فيما يخص أهلية التبرع.
الثالثة، «ممارسات الأنسجة الجيدة الحالية» تحكم وتراقب تجهيز وتوزيع كل شركة.

## خيارات زرع أخرى
الطعم الذاتي، نقل نسيج من موقع إلى آخر في نفس المريض. والطعم الذاتي يقلل من خطر الرفض ولكنه يتطلب وجود موضع الجراحة الثانية، الألم الإضافي، الرعاية اللاحقة أكثر خطورة ولمدة أطول.
طعم غيروي، عملية زرع من نوع آخر.
طعم إسوي، زرع من متبرع مطابق وراثيا، مثل التوائم المتماثلة.
زرع أعضاء صناعية أو معدنية. على عكس الطعم الخيفي، هذه الطعوم لا تتلاحم مع الجسم.

## المخاطر
كما هو الحال مع العديد من العمليات، كان لزرع الطعم الخيفي بعض الآثار الجانبية كذلك. ومن العوامل التي تقيد زرع الطعم الخيفي في الجراحات الترميمية هي التعامل مع الآثار الجانبية لتثبيط المناعة مثل (الاضطرابات الأيضية، والأورام الخبيثة، والأمراض الانتهازية) والتي تعتبر قضية رئيسية. كما أن خطر انتقال العدوى في هذه الحالة عالي جدا.

## وصلات خارجية
- http://www.aatb.org/files/safetyoftissuetransplants.pdf
- http://www.cdc.gov/ncidod/dhqp/tissueTransplantsFAQ.html#top
- http://www.fda.gov/BiologicsBloodVaccines/TissueTissueProducts/default.htm